# Antonio Tadini
Antonio Tadini (1754-1830) est un ingénieur hydraulicien italien.